# Wostocznyj (rejon bolszeczernigowski)
Wostocznyj (ros. Восточный) – osiedle w Rosji, w obwodzie samarskim, w rejonie bolszeczernigowskim. W 2010 liczyło 672 mieszkańców.